# Dicranota subsordida
Dicranota subsordida är en tvåvingeart som beskrevs av Alexander 1935. Dicranota subsordida ingår i släktet Dicranota och familjen hårögonharkrankar. Inga underarter finns listade i Catalogue of Life.